# Glenroy Gilbert
Glenroy John Gilbert (ur. 31 sierpnia 1968 w Port-of-Spain) – kanadyjski lekkoatleta, sprinter, skoczek w dal. Mistrz olimpijski z Atlanty oraz uczestnik igrzysk olimpijskich w Seulu, Barcelonie i Sydney, dwukrotny mistrz świata, medalista uniwersjady.
Był również bobleistą i olimpijczykiem podczas zimowych igrzysk w Lillehammer.

## Przebieg kariery
W pierwszych latach kariery uprawiał przede wszystkim dyscyplinę skoku w dal. W czasie pierwszych w historii mistrzostw świata juniorów rozegranych w Atenach wystąpił w konkurencji skoku w dal oraz trójskoku, jednak w obu startach odpadł już w fazie eliminacji. Dwa lata później został olimpijczykiem w ramach igrzysk w Seulu, tam w swej konkurencji zajął dopiero 11. pozycję w eliminacjach (uzyskał wynik 7,61 m). W 1989 był z kolei uczestnikiem halowych mistrzostw świata, gdzie odpadł w eliminacjach, zajmując jeszcze gorszą, 18. pozycję z rezultatem 7,33 m.
W 1992 przerzucił się na konkurencje sprinterskie. W tym samym roku brał udział w igrzyskach olimpijskich w Barcelonie, gdzie był członkiem sztafety 4 × 100 m, która ostatecznie nie zdołała ukończyć półfinału. W 1993 otrzymał zarówno brązowy medal uniwersjady w biegu na 100 m, jak i brązowy medal mistrzostw świata w konkurencji biegu sztafet 4 × 100 m. Rok później został złotym medalistą w konkurencji sztafety 4 × 100 m, na igrzyskach frankofońskich oraz na igrzyskach Wspólnoty Narodów. Kolejny tytuł mistrzowski w sztafecie 4 × 100 m wywalczył w ramach mistrzostw świata w Göteborgu, a na igrzyskach panamerykańskich rozgrywanych w argentyńskim Mar del Plata zdobył indywidualnie złoty medal w biegu na 100 m.
W swym trzecim występie olimpijskim, który miał miejsce w Atlancie, Kanadyjczyk wystartował w dwóch konkurencjach. W biegu na 100 m odpadł w ćwierćfinale, zajmując 5. pozycję w swej kolejce (z czasem 10,28), w konkurencji sztafety 4 × 100 m zaś zdobył złoty medal – w finale kanadyjska ekipa w składzie: Donovan Bailey, Robert Esmie, Glenroy Gilbert i Bruny Surin ukończyła konkurs czasem 37,89.
W 1997 po raz drugi został mistrzem świata, ponownie w konkurencji sztafety 4 × 100 m. W kolejnych latach wywalczył m.in. srebrny medal igrzysk Wspólnoty Narodów w Kuala Lumpur (sztafeta 4 × 100 m) i srebrny medal igrzysk panamerykańskich rozgrywanych w Winnipeg. Na igrzyskach olimpijskich w Sydney był członkiem sztafety 4 × 100 m, która nie zdołała obronić tytułu mistrzowskiego, ponieważ w półfinale zajęła dopiero 6. pozycję z czasem 38,92 i nie awansowała do dalszej fazy. Po raz ostatni w zawodach międzynarodowych wystąpił podczas mistrzostw świata w Edmonton, gdzie kanadyjska ekipa z jego udziałem wystartowała przed własną publicznością w konkurencji sztafety 4 × 100 m i odpadła w półfinale, zajmując w tej fazie 5. pozycję.
Poza lekkoatletyką Kanadyjczyk uprawiał też dyscyplinę bobslejów. W 1994 wystąpił na zimowych igrzyskach olimpijskich w Lillehammer, gdzie w wyścigu dwójek zajął 15. pozycję, natomiast w wyścigu czwórek ekipa kanadyjska zajęła 11. pozycję.

## Osiągnięcia
| Rok     | Zawody                      | Miasto        | Miejsce | Kategoria          | Wynik |
| ------- | --------------------------- | ------------- | ------- | ------------------ | ----- |
| 1986    | Mistrzostwa świata juniorów | Ateny         | 15. H   | skok w dal         | 6,78  |
| 1986    | Mistrzostwa świata juniorów | Ateny         | 9. H    | trójskok           | 15,19 |
| 1988    | Letnie igrzyska olimpijskie | Seul          | 11. H   | skok w dal         | 7,61  |
| 1989    | Halowe mistrzostwa świata   | Budapeszt     | 18. H   | skok w dal         | 7,33  |
| 1989    | Igrzyska frankofońskie      | Casablanca    | 2.      | skok w dal         | 7,79  |
| 1992    | Letnie igrzyska olimpijskie | Barcelona     | DNF SF  | sztafeta 4 × 100 m | N/A   |
| 1993    | Uniwersjada                 | Buffalo       | 3.      | bieg na 100 m      | 10,14 |
| 1993    | Mistrzostwa świata          | Stuttgart     | 5. QF   | bieg na 200 m      | 20,81 |
| 1993    | Mistrzostwa świata          | Stuttgart     | 3.      | sztafeta 4 × 100 m | 37,83 |
| 1994    | Igrzyska frankofońskie      | Paryż         | 1.      | sztafeta 4 × 100 m | 39,16 |
| 1994    | Igrzyska Wspólnoty Narodów  | Victoria      | 5.      | bieg na 100 m      | 10,11 |
| 1994    | Igrzyska Wspólnoty Narodów  | Victoria      | 1.      | sztafeta 4 × 100 m | 38,39 |
| 1995    | Igrzyska panamerykańskie    | Mar del Plata | 1.      | bieg na 100 m      | 10,21 |
| 1995    | Mistrzostwa świata          | Göteborg      | 8. QF   | bieg na 100 m      | 10,41 |
| 1995    | Mistrzostwa świata          | Göteborg      | 1.      | sztafeta 4 × 100 m | 38,31 |
| 1996    | Letnie igrzyska olimpijskie | Atlanta       | 5. QF   | bieg na 100 m      | 10,28 |
| 1996    | Letnie igrzyska olimpijskie | Atlanta       | 1.      | sztafeta 4 × 100 m | 37,69 |
| 1997    | Mistrzostwa świata          | Ateny         | 1.      | sztafeta 4 × 100 m | 37,86 |
| 1998    | Igrzyska Dobrej Przyjaźni   | Nowy Jork     | 2.      | sztafeta 4 × 100 m | 38,23 |
| 1998    | Igrzyska Wspólnoty Narodów  | Kuala Lumpur  | 8. SF   | bieg na 100 m      | 10,51 |
| 1998    | Igrzyska Wspólnoty Narodów  | Kuala Lumpur  | 2.      | sztafeta 4 × 100 m | 38,46 |
| 1999    | Igrzyska panamerykańskie    | Winnipeg      | 2.      | sztafeta 4 × 100 m | 38,49 |
| 1999    | Mistrzostwa świata          | Sevilla       | DSQ H   | sztafeta 4 × 100 m | N/A   |
| 2000    | Letnie igrzyska olimpijskie | Sydney        | 6. SF   | sztafeta 4 × 100 m | 38,92 |
| 2001    | Igrzyska frankofońskie      | Ottawa        | 7.      | bieg na 100 m      | 10,41 |
| 2001    | Mistrzostwa świata          | Edmonton      | 5. SF   | sztafeta 4 × 100 m | 39,16 |
| Źródło: |                             |               |         |                    |       |

## Rekordy życiowe
- bieg na 100 m – 10,10 (22 sierpnia 1994, Victoria)
- bieg na 200 m – 20,37 (5 czerwca 1993, Nowy Orlean)
- skok w dal – 8,04 (11 sierpnia 1989, Bogota)
- trojskok – 15,19 (19 lipca 1986, Ateny)
- sztafeta 4 × 100 m – 37,69 (3 sierpnia 1996, Atlanta)

Halowe
- bieg na 60 m – 6,73 (24 lutego 1996, Fairfax)
- bieg na 100 m – 10,44 (28 stycznia 1995, Johnson City)
- skok w dal – 7,84 (27 lutego 1993, Baton Rouge)

Źródło: 